# Ejnar Mikkelsen

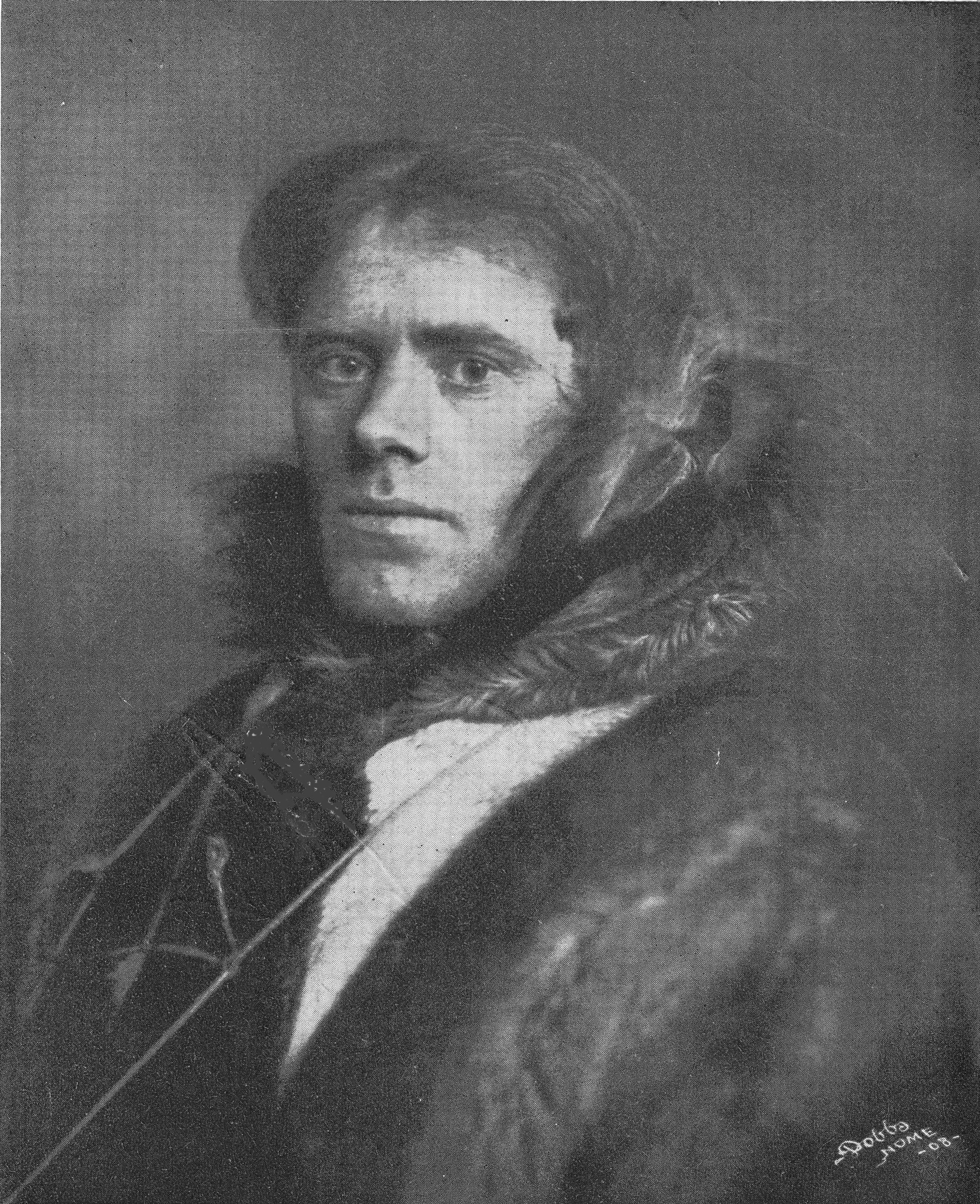
Ejnar Mikkelsen (um 1906)

Ejnar „Miki“ Mikkelsen (* 23. Dezember 1880 in Vester Brønderslev, Jütland; † 1. Mai 1971 in Kopenhagen) war ein dänischer Polarforscher und Autor. Er nahm an Expeditionen nach Grönland und Franz-Josef-Land teil und leitete weitere nach Alaska und Grönland. 1924 gründete er in Ostgrönland die Siedlung Ittoqqortoormiit (dänisch Scoresbysund).

## Ausbildung
Ejnar Mikkelsen wurde 1880 in Brønderslev als Sohn Aksel Mikkelsens, eines Schulreformers, der sich für die Einführung des Werkunterrichts nach schwedischem Vorbild an den dänischen Volksschulen einsetzte, und dessen Ehefrau Maren Nielsen Mikkelsen (1846–1934) geboren. Seine Schwester war die spätere Schriftstellerin und Übersetzerin Aslaug Mikkelsen Møller (1876–1964).
Ejnar war noch ein Kind, als die Familie nach Kopenhagen zog. An der Schule zeigte er mit Ausnahme des Geographieunterrichts wenig Interesse und verließ sie mit 13 Jahren. Nach einem gescheiterten Versuch, seine Ausbildung auf einer Privatschule fortzusetzen, erlaubte ihm sein Vater, die seemännische Laufbahn einzuschlagen, die er auf dem Schulschiff Georg Stage begann. Er wurde Schiffszimmermann und fuhr drei Jahre auf verschiedenen Schiffen nach Fernost. Der abenteuerlustige junge Mann träumte aber von der Teilnahme an einer Entdeckungsreise. 1896 bewarb er sich bei Salomon August Andrée, um an dessen Ballonfahrt zum Nordpol teilzunehmen, und 1898 bei Fridtjof Nansens Kapitän der Fram, Otto Sverdrup, der sich anschickte, eine mehrjährige Fahrt in die kanadische Arktis zu unternehmen. Mikkelsen wurde jeweils mit der Begründung abgewiesen, er sei zu jung. 1899 bestand er an der Seefahrtschule in Kopenhagen die Steuermannsprüfung. Nachdem auch eine Anfrage beim russischen Polarforscher Eduard von Toll abschlägig beschieden worden war, bekam Mikkelsen schließlich die Gelegenheit, an der Expedition des dänischen Marineoffiziers Georg Carl Amdrup nach Ostgrönland teilzunehmen.

## Teilnahme an Amdrups Ostgrönlandexpedition 1900

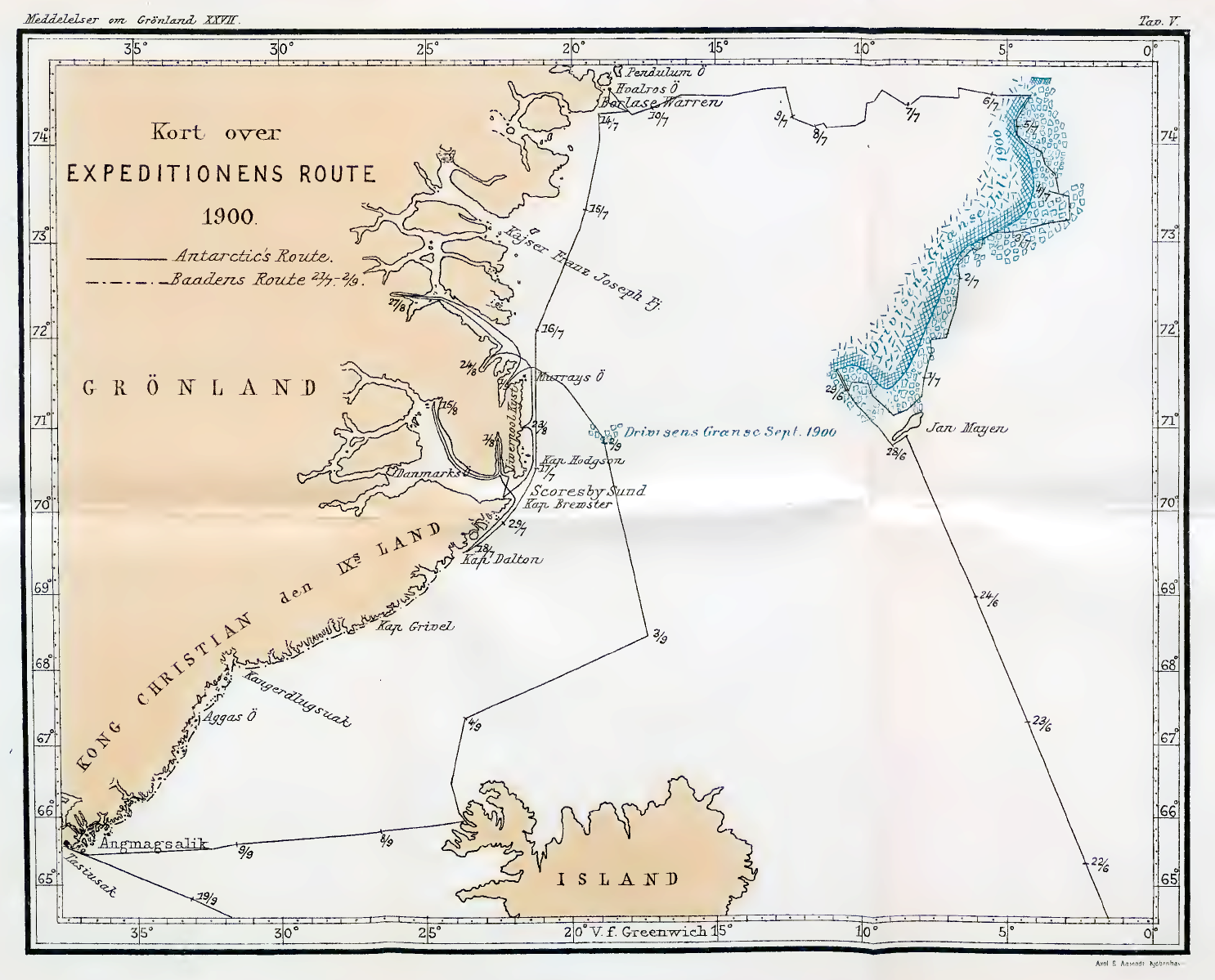
Route der Antarctic und der Aggas auf der Ostgrönlandexpedition von 1900

An der Wende zum 20. Jahrhundert war die Küste Ostgrönlands bis zum 77. nördlichen Breitengrad grob vermessen. Zwischen 66 und 70° Nord klaffte aber eine etwa 800 km große Lücke, da die Eisdrift des Ostgrönlandstroms in der Dänemarkstraße beschleunigt und verdichtet wird und die Küste deshalb schwer zu erreichen ist. Mehrere Schiffe waren bereits gescheitert. 1833 war die französische Brigg La Lilloise unter Kapitän Jules de Blosseville (1802–1833) hier mit 80 Mann Besatzung spurlos verschwunden.
Dänemark war daran interessiert, in diesem Gebiet aktiv zu sein, um seine Besitzansprüche begründen zu können. Mit Geldern der Carlsberg-Stiftung wurde eine Expedition unter der Leitung von Leutnant Amdrup ausgerüstet, die den Küstenverlauf zwischen Ammassalik und dem Scoresbysund kartieren sollte. In den ersten zwei Jahren (1898–1899) arbeitete eine fünfköpfige Gruppe zwischen 65 und 67,5° Nord und legte Versorgungsdepots zur Vorbereitung der für den Sommer 1900 geplanten Bootstour entlang der Küste an. Mikkelsen nahm erst ab 1900 an der Expedition teil, die mit der Bark Antarctic versuchte, zum Scoresbysund vorzudringen. Das Schiff traf am 29. Juni auf das Packeis, musste aber weit nach Norden ausweichen, um schließlich bei Lille Pendulum eine Durchfahrt zu finden. Erst am 18. Juli konnten Amdrup, Mikkelsen, der Maat N. A. Jacobsen und der Handwerker Søren Nielsen am Kap Dalton, 110 km südwestlich des Scoresbysunds, ausgebootet werden. Nachdem eine Depothütte errichtet worden war, verließ die Antarctic Kap Dalton am 21. Juli, um unter dem Kommando des stellvertretenden Expeditionsleiters Nikolaj Hartz den Scoresbysund und den Kong Oscar Fjord zu erforschen.
Die Gruppe um Amdrup und Mikkelsen begann am 22. Juli ihre Reise zum 730 km entfernten Ammassalik. Im offenen Boot Aggas von 5,60 m Länge und mit einer Beladung von 1,6 Tonnen, bestehend aus Lebensmitteln für zweieinhalb Monate, einem Zelt, Waffen, Munition, Werkzeug, wissenschaftlichen Geräten usw., ruderten sie an der Küste entlang und wurden immer wieder von dichten Feldern aus Eisschollen und eingestreuten Eisbergen aufgehalten. In solchen Fällen bestiegen sie küstennahe Anhöhen und in Einzelfällen auch treibende Eisberge, um sich einen Überblick über die Eisverhältnisse zu verschaffen. Am 2. September erreichte die Gruppe nach einer erfolgreichen Fahrt Ammassalik. Die kartierte Küste von Kong-Christian-IX-Land wurde von Amdrup für die dänische Krone in Besitz genommen. Als Mikkelsen mit dem Rest der Expedition am 4. Oktober wieder Kopenhagen erreichte, hatte er seine erste Bewährungsprobe in der Arktis bestanden. Amdrup hatte ihm zu Ehren einer Bucht den Namen Miki Fjord gegeben.

## Teilnahme an der Baldwin-Ziegler-Polarexpedition 1901–1902

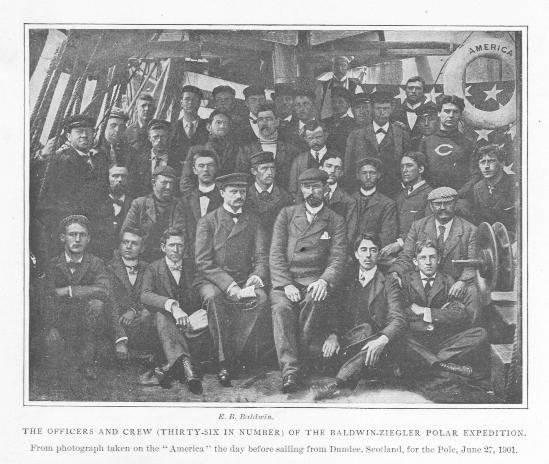
Offiziere und Mannschaft der Baldwin-Ziegler-Polarexpedition (1901)

1901–1902 nahm Mikkelsen an der Baldwin-Ziegler-Polarexpedition teil, deren Ziel es war, den geographischen Nordpol von Franz-Josef-Land aus zu überqueren und an der Ostküste Grönlands wieder in die Zivilisation zurückzukehren. Der US-Amerikaner Evelyn Baldwin hatte 1893–1894 in Nordwestgrönland als Meteorologe für Robert Peary gearbeitet, sich ebenso wie Mikkelsen um die Teilnahme an Andrées Ballonexpedition beworben und als Stellvertreter Walter Wellmans auf dessen gescheiterter Nordpolexpedition 1899 die Graham-Bell-Insel, die drittgrößte Insel Franz-Josef-Lands, entdeckt. Durch die Großzügigkeit William Zieglers (1843–1905), der mit Backpulver ein Vermögen gemacht hatte, standen Baldwin „unbegrenzte Mittel“ zur Ausführung seines Plans zur Verfügung. Das 42-köpfige Expeditionsteam verließ Norwegen an Bord der America im Sommer 1901 und errichtete ihr Winterlager auf der Alger-Insel. Sie verfügte über Proviant für drei Jahre, mehr als 400 Schlittenhunde und 15 Ponys. Zum geplanten Vorstoß zum Nordpol kam es nicht – Baldwin brach die Expedition im Juli 1902 ab und kehrte mit der America nach Norwegen zurück.
Mikkelsen nahm als Kartograf an der Expedition teil und überwinterte erstmals in der Arktis. Trotz ihres Misserfolgs war die Unternehmung für ihn aus zwei Gründen von Bedeutung: Die Versorgungsdepots, die Baldwin vor der grönländischen Küste auf der Insel Shannon und auf Bass Rock, einer der Pendulum Øer, anlegen ließ, retteten Mikkelsen zehn Jahre später das Leben. Außerdem freundete er sich mit Baldwins Geologen Ernest de Koven Leffingwell (1875–1971) an, mit dem er erste Pläne für eine gemeinsame Arktisexpedition schmiedete.

## Leitung der Anglo-Amerikanischen Polarexpedition 1906–1908

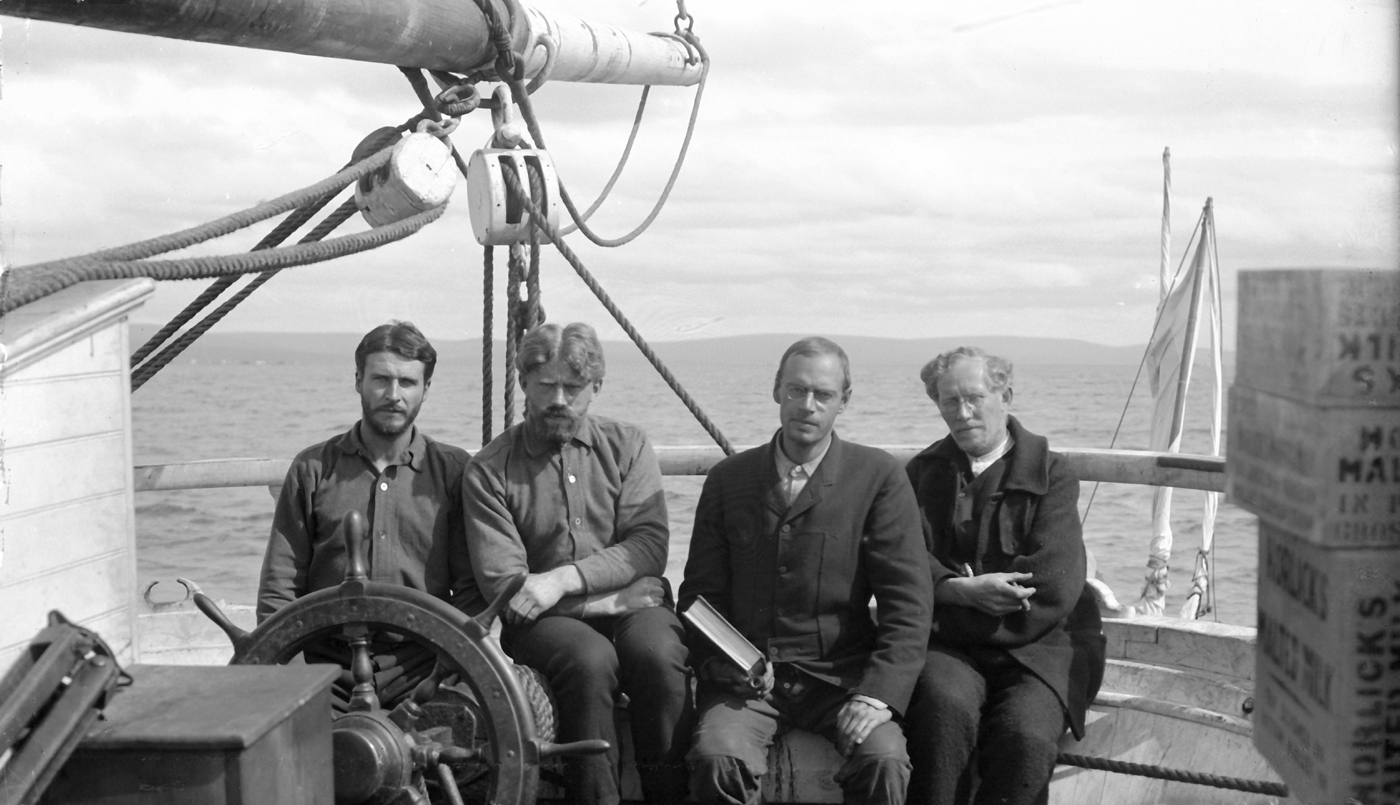
Die Teilnehmer an der Anglo-Amerikanischen Polarexpedition: Leffingwell, Mikkelsen, Howe, Ditlevsen (v. l. n. r.)

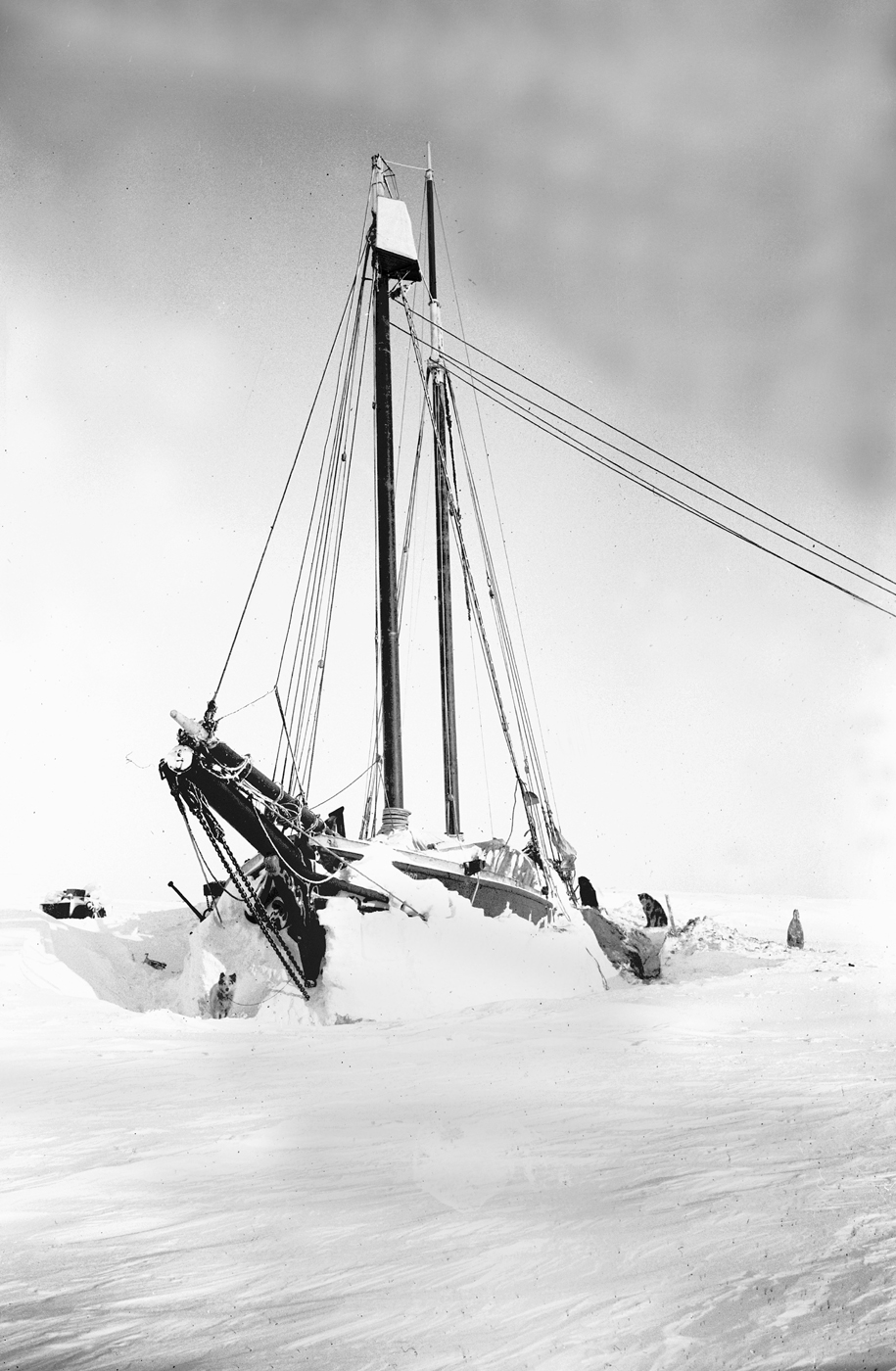
Die Duchess of Bedford im Eis

Am Anfang des 20. Jahrhunderts war die Frage, ob es zwischen Alaska und Spitzbergen weitere Landmassen gibt, noch unbeantwortet. Anfang der 1870er Jahre hatte der amerikanische Walfang-Kapitän John Keenan (1835–1910) etwa 500 km nördlich von Point Barrow Land gesehen, das daraufhin auf einigen Karten der Arktis als Kennan Land (z. B. in  Adolf Stielers Hand-Atlas von 1891) oder Keenan Land eingetragen war. 1904 trat der US-amerikanische Hydrograph Rollin Arthur Harris mit der Theorie von der Existenz eines arktischen Kontinents in der Nähe des Nordpols hervor, die auf Beobachtungen der Gezeiten und Meeresströmungen basierte, sich aber auch auf Keenans Bericht sowie Legenden der Eskimos stützte. Andere Wissenschaftler widersprachen Harris. So ging der angesehene norwegische Polarforscher Fridtjof Nansen von einem tiefen Meeresbecken in der Arktis aus. Mikkelsen hoffte, diese Frage klären und Keenan-Land – wenn es denn existierte – entdecken zu können. Dazu wollte er vom Kap Prinz Alfred der Banks-Insel in Richtung Westnordwest über das Meereis bis 76° Nord 145° West marschieren.
Die Finanzierung der Expedition stellte sich zunächst als schwierig dar, aber 1905 gelang es Mikkelsen, sich die Unterstützung der britischen Royal Geographical Society, des Verlegers William Heinemann (1863–1920) und der Duchess of Bedford zu sichern. Weitere Mittel warb sein Partner Leffingwell in den USA ein, den Mikkelsen am 25. Februar 1906 in Chicago traf. Die beiden verabredeten eine gemeinsame Leitung der Expedition, wobei Leffingwell die wissenschaftlichen Arbeiten verantworten, Mikkelsen die Führung während der Schiffs- und Schlittenreisen innehaben sollte. In Victoria, der Hauptstadt der kanadischen Provinz British Columbia, kauften sie den 1877 in Japan gebauten Schoner Beatrice, den sie in Duchess of Bedford umbenannten.
Am 20. Mai 1906 stach das Schiff mit den beiden Expeditionsleitern, dem dänischen Kunstmaler und Zoologen Ejnar Ditlevsen (1867–?), den Mikkelsen auf Amdrups Ostgrönlandexpedition kennengelernt hatte, sowie dem US-amerikanischen Arzt George P. Howe (1879–?) und fünf Mann Besatzung in See. Der Ethnologe Vilhjálmur Stefánsson reiste auf dem Mackenzie River an, um an dessen Mündung auf das Schiff zu treffen. Dieses erreichte am 6. Juli die Sankt-Lorenz-Insel, wo Mikkelsen 14 Schlittenhunde kaufte. In Teller versuchten zwei Mitglieder der Crew zu fliehen. Mikkelsen ließ sie schließlich am Point Hope von Bord gehen, nachdem zwei Seeleute des Zollkutters Thetis für sie eingesprungen waren. Ditlevsen und der Steuermann Edwards waren inzwischen schwer erkrankt und schieden aus dem Expeditionsteam aus. Die Eisverhältnisse am Point Barrow waren 1906 außergewöhnlich schwierig. Während die Duchess of Bedford auf eine Gelegenheit wartete, weiter voranzukommen, kam ihr Roald Amundsen mit der Gjøa entgegen, mit der er gerade als Erster die Nordwestpassage bezwungen hatte.  Schließlich konnte die Duchess of Bedford nur im Schlepptau des Walfängers Belvedere weiter nach Osten vordringen. Das Ziel, die Herschel-Insel, war jetzt, Mitte September, nicht mehr zu erreichen. Mikkelsen legte das Schiff hinter der Flaxman-Insel vor Anker, um hier zu überwintern. Für das Frühjahr 1907 war eine erste Schlittenreise nach Norden geplant, ein Jahr später der abschließende Marsch von der Banks-Insel aus.
Der Winter wurde zur Vorbereitung des Vorstoßes auf das Eis der Beaufortsee genutzt. Am 3. März 1907 verließen Mikkelsen, Leffingwell und Størker Størkersen, der Steuermann der Duchess of Bedford, Flaxman Island mit zwölf Hunden und drei Schlitten gemeinsam mit ihrem Inupiaq-Führer Sachawachick. Nach drei Tagen musste die Reise wegen unpassierbaren Eises und beschädigter Schlitten abgebrochen werden. Erst am 17. März begann der eigentliche Vorstoß mit Proviant für 75 Tage zunächst in westlicher Richtung. Bei 149° West schwenkte die Gruppe am 27. März nach Norden. Bei Temperaturen, die auch mittags unter −20 °C lagen, ging es zügig voran. Regelmäßig wurde die Tiefe des Meeres mit einer Lotleine bestimmt. Am 7. April hatten sie bei 71° 34′ Nord den Bereich des Kontinentalschelfs verlassen. Das Meer war hier tiefer als sie ausloten konnten (620 m). Sie hatten sich bereits 150 km von Alaskas Küste entfernt und marschierten an den nächsten drei Tagen weitere 50 km nach Norden und beschlossen dann zum Land zurückzukehren, da sie die Meerestiefe mit ihrer Lotleine ohnehin nicht bestimmen konnten. Nahes Land war nicht mehr zu erwarten. Der Rückweg stellte die Gruppe vor ernste Probleme, da stetige starke Ostwinde das Meereis schnell nach Westen abdriften ließ, wodurch die Gefahr bestand, in die offene See westlich von Point Barrow getrieben zu werden. Als Mikkelsen Flaxman Island am 15. Mai wieder erreichte, musste er erfahren, dass die Duchess of Bedford inzwischen gesunken war. Es war der Crew aber gelungen, eine Hütte aus den Resten des Schiffes zu bauen und alle wertvollen Güter mit Hilfe der Inupiat auf die Insel zu schaffen. Mikkelsens Hoffnungen, Keenan-Land im nächsten Frühling doch noch zu finden, zerschlugen sich nun schnell. Da die Crew ohne Schiff nicht mehr gebraucht wurde, trat sie auf dem Walfänger Narwhal die Heimreise an. Stefánsson hatte den Glauben an den Erfolg der permanent unterfinanzierten Expedition verloren und kehrte unter dem Vorwand, Gerüchten über den Tod Mikkelsens und Leffingwells entgegentreten zu müssen, in die Zivilisation zurück. Nachdem Størkersen sich mit einem Gewehr in den eigenen Fuß geschossen hatte, blieb nur Leffingwell für einen Vorstoß übrig, der es aber vorzog, sich seinen geologischen Arbeiten zu widmen. Mikkelsen gab auf und wählte den Landweg nach Hause. Mit dem Hundeschlitten und zu Fuß bewältigte er im Winter 1907/1908 die 4000 km lange Strecke über Candle, Nome und Fairbanks nach Valdez.

## Leitung der Alabama-Expedition 1909–1912

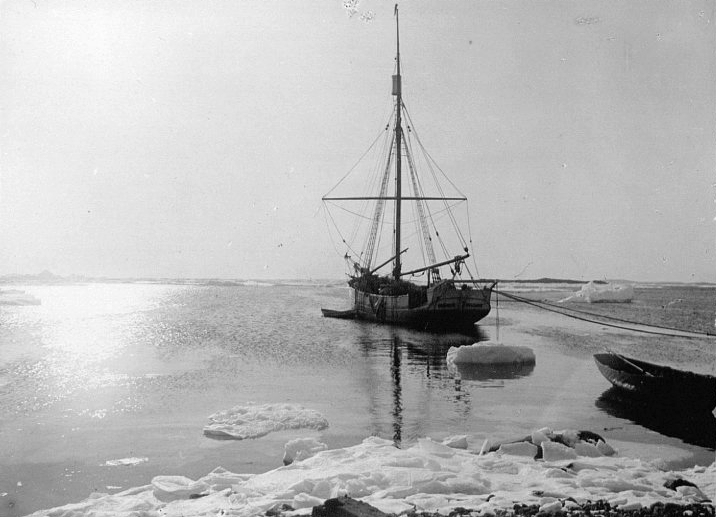
Die Alabama in ihrem Winterhafen, September 1909

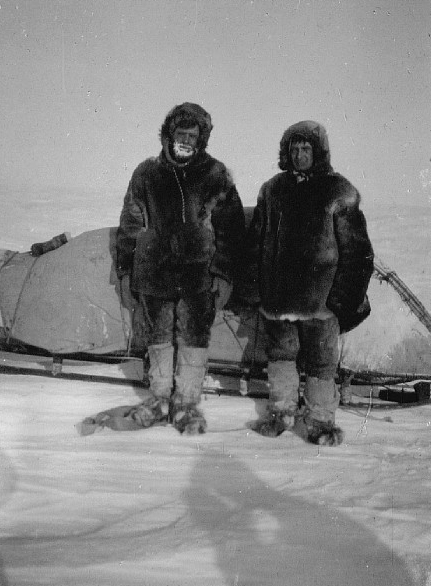
Mikkelsen und Iversen am 9. April 1910, einen Tag vor dem Beginn ihrer über zweijährigen Isolation

Von Mikkelsens Expedition nach Alaska wurde in Dänemark wenig Notiz genommen. Die Öffentlichkeit war von der dramatischen Entwicklung einer anderen Polarexpedition gefesselt. Ludvig Mylius-Erichsen war 1906 mit der Danmark aufgebrochen, um unter anderem den letzten noch unbekannten Küstenverlauf im Nordosten Grönlands aufzuklären. Er hatte die Aufgabe gelöst, war allerdings mit dem Kartographen Niels Peter Høeg-Hagen und dem grönländischen Schlittenführer Jørgen Brønlund verschollen, nachdem die Gruppe zuletzt Ende Mai 1907 am Danmark Fjord gesehen worden war. Johan Peter Koch stieß im Frühjahr 1908 am Versorgungsdepot in Lambert Land auf den toten Brønlund und brachte dessen Tagebuch heim, demzufolge Høeg-Hagen am 15. November 1907 gestorben wäre und Mylius-Erichsen zehn Tage später. Koch fand auch die Landaufnahmen und Kartenskizzen Høeg-Hagens. Mikkelsen überzeugte daraufhin das Organisationskomitee der Danmark-Expedition, ihn mit der Leitung einer zweiten Expedition zu betrauen, deren Aufgabe es sein sollte, Mylius-Erichsen, Høeg-Hagen und deren Tagebücher zu suchen. Für die Kosten kam zur Hälfte die dänische Regierung auf. Der Rest wurde aus privaten Spenden finanziert.
Die Expedition, die Kopenhagen am 20. Juni 1909 auf dem Schoner Alabama verließ, bestand aus lediglich sieben Teilnehmern. Mikkelsens Stellvertreter war der Marineoffizier Wilhelm Laub (1887–1945). Schon in Tórshavn auf den Färöern mussten die Pläne radikal geändert werden. Die Hälfte der fünfzig Schlittenhunde, die hier übernommen werden sollten, war tot und die anderen so krank, dass sie erschossen werden mussten. Mikkelsen steuerte deshalb zunächst Ammassalik an, um neue Hunde zu kaufen. Anschließend fuhr er nach Island, um dem erkrankten Maschinisten der Alabama die Heimreise zu ermöglichen. Als Ersatz kam Iver Iversen (1884–1968) an Bord. Erst am 25. August wurde die Insel Shannon erreicht. Zur großen Enttäuschung Mikkelsens war der weitere Weg nach Norden durch dichtes Packeis versperrt. Am 27. August ging die Alabama in einer kleinen Bucht Shannons (heute Alabama Havn genannt) vor Anker, 160 km südlich der Basis der Danmark-Expedition in Danmarkshavn.
Einen Monat später konnten die ersten Schlittentouren über das frische Meereis unternommen werden. Eine Gruppe um Mikkelsen fuhr nach Danmarkshavn und weiter nach Norden, um Versorgungsdepots anzulegen. Am 30. Oktober – die Polarnacht hatte bereits begonnen, aber der Vollmond spendete genug Licht – fanden sie Brønlund am Depot in Lambert Land, suchten vergeblich nach weiteren Papieren und begruben ihn schließlich unter großen Steinen. Die anschließende Suche nach dem letzten Lager Mylius-Erichsens blieb erfolglos. Am 16. Dezember war die Gruppe wieder auf der Alabama ohne viel erreicht zu haben.
Mikkelsens Hoffnung bestand nun darin, Aufzeichnungen Mylius-Erichsens in der Nähe des Danmark Fjords zu finden, wo dieser den Sommer 1907 verbracht hatte. Nachdem der Winter genutzt worden war, um weitere Depots anzulegen, brach er am 4. März 1910 mit Iver Iversen und einer dreiköpfigen Hilfsmannschaft nach Norden auf. Innerhalb von 13 Tagen war die Gruppe in der Dove-Bucht, von wo aus Mikkelsen den Auslassgletscher Storstrømmen benutzte, um auf das Inlandeis zu gelangen. Die Männer kamen viel langsamer voran, als Mikkelsen gehofft hatte, und als die Hilfsgruppe am 10. April umkehrte, hatte er wenig Hoffnung, die Alabama rechtzeitig zum spätestmöglichen Abfahrtstermin am 15. August wieder zu erreichen. Mit Proviant und Brennmaterial für 100 Tage zog er mit Iversen weiter nach Norden. Erst am 13. Mai verließen sie den Eisschild und fünf Tage später erreichten sie den Danmark Fjord, dessen Verlauf sie nun folgten. Am 22. Mai fand Mikkelsen die erste Nachricht Mylius-Erichsens, die auf den 12. September 1907 datiert war. Am 25. stieß er auf das Sommerlager Mylius-Erichsens und fand am 26. in einem Steinhügel eine zweite Nachricht vom 8. August 1907. Erstaunt erfuhr er, dass der Peary-Kanal nicht existiere, was eine unheilvolle Neuigkeit war, denn Mikkelsen hatte erwogen, über diesen an die Westküste Grönlands und in bewohnte Gegenden zu gelangen. Jetzt blieb ihm nur übrig, den beschwerlichen Weg an der Ostküste entlang zu nehmen wie Mylius-Erichsen drei Jahre zuvor. Bei Kap Rigsdagen überschritten Mikkelsen und Iversen den 82. Breitengrad und erreichten den nördlichsten Punkt ihrer Reise. Mit nur noch sieben Hunden und einem Schlitten begannen sie ihre fast 900 km lange Reise über das unwegsame tauende Meereis. Geschwächt von Hunger und Skorbut, immer wieder aufgehalten von sich öffnenden Rinnen im Meereis suchten sie ihren Weg nach Süden. Unter Nutzung der Versorgungsdepots der Danmark-Expedition und gelegentlicher Jagdbeute entkamen sie dem Hungertod, aber in der Nähe von Schnauder Ø aßen sie ihre letzten zwei Hunde. Am 18. September erreichten sie völlig erschöpft die Hütte in Danmarkshavn, wo sie zunächst blieben. Vom 5. bis 25. November bewältigten sie das letzte Wegstück zur Insel Shannon. Dort fanden sie das Wrack der Alabama, die schon im Frühjahr vom Eis zerdrückt worden war, und eine aus den Wrackteilen gezimmerte Hütte. Die Mannschaft war schon im Juli von einem Robbenfänger aufgenommen worden.
Nach ihrer zweiten Überwinterung gingen Mikkelsen und Iversen am 25. April 1911 erneut nach Norden, um ihre Tagebücher zu holen, die sie auf einer Schäre im Skærfjorden nördlich von Germania Land zurückgelassen hatten. Leider hatte ein Eisbär das Depot durchwühlt, so dass nur ein Teil der Papiere gefunden werden konnte. Den Sommer über warteten Mikkelsen und Iversen auf Shannon auf die Ankunft eines Schiffes, das sie nach Hause bringen würde, aber es kam keines. Sie beschlossen, noch im Herbst mit ihrem schweren Beiboot 30 km nach Süden auf die Insel Bass Rock umzuziehen und im nächsten Jahr, die Fahrt an der Ostküste nach Ammassalik zu wagen. Das Boot stellte sich aber als zu schwer für zwei Männer heraus und musste an einer Eispressung zurückgelassen werden. Auf Bass Rock angekommen fanden sie in einer der zwei für die Baldwin-Ziegler-Expedition gebauten Hütten eine Nachricht des Kapitäns des norwegischen Walfängers Laura, der hier im Juli 1911 nach Spuren der Vermissten gesucht hatte. Mikkelsen bedauerte jetzt, im Sommer untätig auf Shannon abgewartet zu haben. Nach ihrer dritten Überwinterung holten Mikkelsen und Iversen weiteren Proviant von Shannon, waren aber zu schwach, um das Boot über das Eis zu ziehen. So warteten sie auf Bass Rock, bis am 19. Juli der norwegische Robbenfänger Sjöblomsten kam und sie nach Ålesund mitnahm. Kapitän Paul Lillenæs sicherte sich damit die von der dänischen Regierung ausgeschriebene Belohnung von 10.000 Kronen.
Trotz seiner beeindruckenden Leistung während der Alabama-Expedition fand Mikkelsen in Dänemark nicht die Anerkennung, die er sich erhofft hatte. Anders als erwartet erhielt er nicht die Goldmedaille der Dänischen Geographischen Gesellschaft. Die dänische Regierung zahlte ihm lediglich 1.000 Kronen aus.
Das Filmdrama Against the Ice aus dem Jahr 2022 von Peter Flinth erzählt die Geschichte der Alabama-Expedition.

## Die Gründung von Scoresbysund
Am 9. Mai 1913 heiratete Mikkelsen Naja Marie Heiberg Holm (1887–1918), die Tochter des Marineoffiziers Gustav Frederik Holm, der 1883 bis 1885 die Frauenboot-Expedition zur Erforschung der Südostküste Grönlands geleitet hatte. Er hielt zahlreiche Vorträge über seine Erlebnisse in Grönland und veröffentlichte 1913 das Buch Tre Aar paa Grønlands Østkyst (deutsch Ein arktischer Robinson, englisch Lost in the Arctic). Mikkelsen arbeitete für die Dänische Ostasienkompanie und die Versicherungsgesellschaft Assurance-Compagniet Baltica. Nach dem frühen Tod seiner Frau, die im Mai 1918 an der Spanischen Grippe starb, heiratete Mikkelsen 1919 deren Cousine Ella Holm-Jensen (1887–1979) und adoptierte Ellas Sohn aus erster Ehe, den späteren Maler Sven Havsteen-Mikkelsen (1912–1999).
Mikkelsen war jetzt hauptsächlich als Autor tätig. Mit finanzieller Unterstützung des Carlsbergfonds publizierte er die wissenschaftlichen Ergebnisse der Alabama-Expedition, schrieb die Romane John Dale und Norden for lov og ret (deutsch: Sachawachiak, der Eskimo), die beide verfilmt wurden, übersetzte gemeinsam mit seiner Schwester Jack Londons The Cruise of the Snark (deutsch: Die Fahrt der Snark) ins Dänische und ging während des Russischen Bürgerkriegs als Korrespondent nach Karelien.

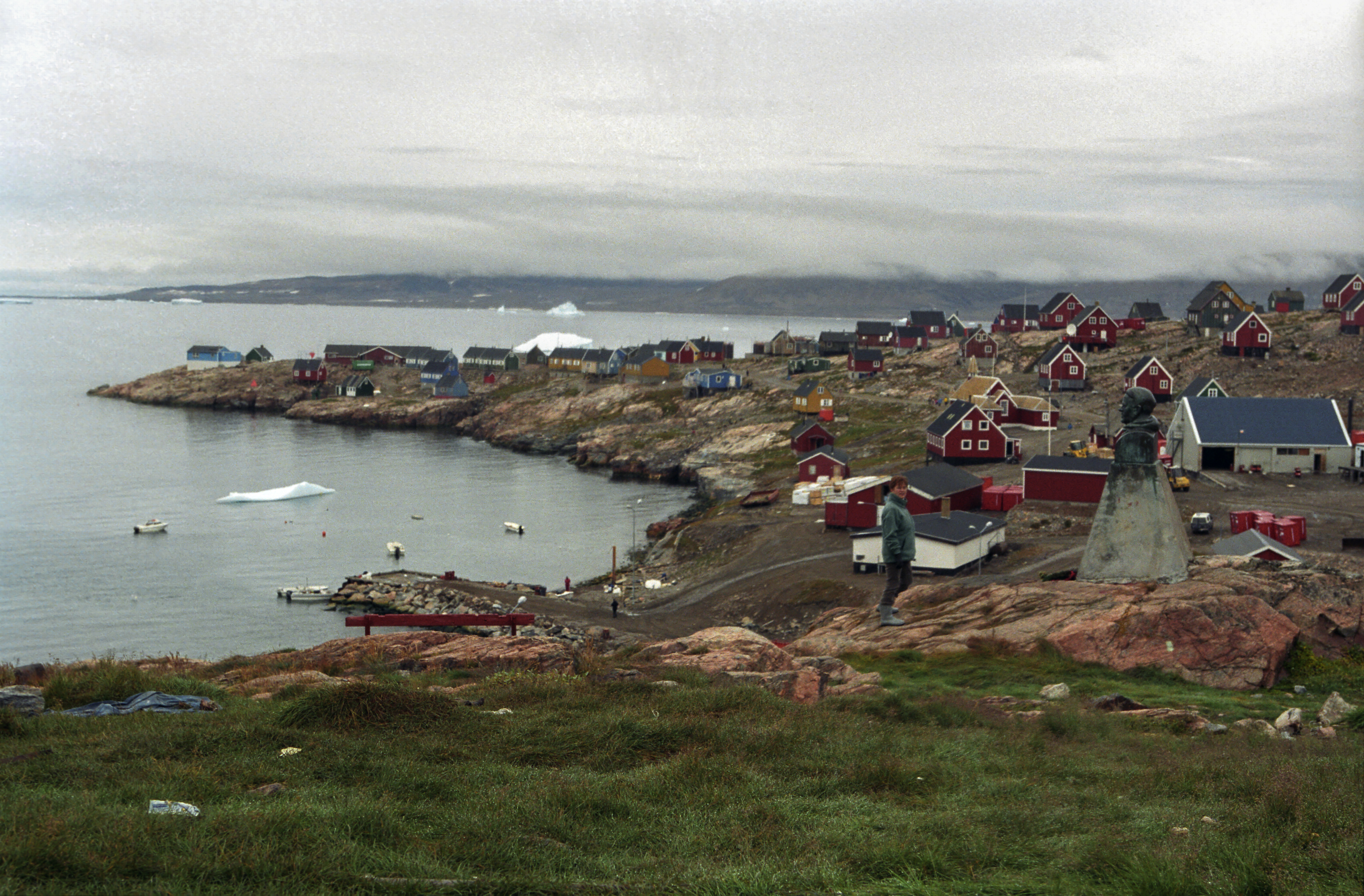
Ittoqqortoormiit mit der Büste Ejnar Mikkelsens im Vordergrund (2003)

1924 gründete Mikkelsen am Scoresbysund in Ostgrönland den gleichnamigen Ort, der heute offiziell Ittoqqortoormiit heißt. Bereits 1911 hatte Harald Olrik (1883–1958), ein Beamter der dänischen Verwaltung in Westgrönland, einen Plan ausgearbeitet, im Osten Grönlands eine weitere Siedlung zu schaffen, da die Jagdreviere im Westen zur Ernährung der wachsenden Bevölkerung kaum noch ausreichten. Das Vorhaben war nicht umgesetzt worden. Als Dänemark am Anfang der 1920er Jahre auf eine völkerrechtliche Bestätigung seiner Ansprüche auf Grönland drängte, stellte sich ihm Norwegen mit der Auffassung entgegen, dieser Anspruch sei nur für die kolonisierten Gebiete im Westen und Südosten gerechtfertigt, die gesamte unbesiedelte Ostküste nördlich von Ammassalik sei dagegen ein Terra Nullius. Um die dänischen Argumente zu stärken, schlug Mikkelsen 1922 als Kolumnist der Zeitung Nationaltidende vor, Olriks Plan endlich umzusetzen. Wegen der zu erwartenden Kosten einer so abgelegenen Siedlung zögerte die dänische Regierung lange, gab aber 1924 grünes Licht. 
Am 10. Juli 1924 verließ das Dampfschiff Grønland mit Material zum Bau von Fertighäusern Kopenhagen. Nach einem Zwischenstopp in Island, wo einige Ponys an Bord genommen wurden, erreichte das Schiff den Scoresbysund schon 14 Tage später. Hier geriet es zwischen Küsten- und Treibeis, wobei sein Ruder zerstört wurde. Es gelang, die Grønland in einer geschützten Bucht westlich von Kap Tobin in Sicherheit zu bringen. In der Nähe dieser Bucht fanden sich zahlreiche Reste früherer Besiedlung und ein exzellenter Hafen, dem Mikkelsen den Namen Amdrup Havn gab. Ein durch Berge gegen Winde geschütztes Plateau öffnete sich nach Süden. Das Gebiet stellte sich als reich an Robben, Walen und Seevögeln heraus. Mikkelsen beschloss, die Hauptsiedlung am Amdrup Havn zu errichten. Weitere Häuser wurden am Kap Stewart, am Kap Hope und am Kap Tobin gebaut. Die schwer beschädigte Grønland legte im September wieder ab und gelangte glücklich nach Dänemark, während sieben Männer zurückblieben, um die Arbeiten über den Winter fortzusetzen. Im September 1925 kamen die ersten 70 Grönländer aus Ammassalik und Westgrönland, geleitet von Johan Petersen. Der Ort prosperierte in den kommenden Jahren. Als Gast des französischen Polarforschers Jean-Baptiste Charcot an Bord der Pourquoi Pas? besuchte Mikkelsen die Siedlung erneut im Jahr 1926.

## Leitung der Zweiten Ostgrönlandexpedition des Scoresbysundkomitees von 1932
Die Gründung von Scoresbysund blieb in Dänemark in den späten 1920er Jahren umstritten. 1931 eskalierte jedoch der Streit mit Norwegen, das am 27. Juni in Nordostgrönland den Küstenstreifen zwischen 71° 30′ Nord und 75° 40′ Nord, der traditionell von norwegischen Jägern aufgesucht wurde, als Eirik Raudes Land okkupierte. Vor dem Ständigen Internationalen Gerichtshof in Den Haag, den Dänemark daraufhin anrief, war Mikkelsens Projekt aber ein wichtiges Argument, zeigte es doch, dass die dänischen Aktivitäten sich nicht auf die bewohnten Gebiete an der Westküste beschränkten. Bevor noch ein Urteil erging, intensivierte Dänemark seine Aktivitäten an der umstrittenen Ostküste, indem es 1931/32 drei Forschungsexpeditionen in das Gebiet sandte. Die erste erforschte 1931 bis 1934 unter der Leitung von Lauge Koch das Gebiet vom Davy Sund bis zur Insel Store Koldewey, die zweite, Knud Rasmussens Sechste Thule-Expedition, die Küste zwischen Kap Farvel und Ammassalik. Das dazwischen liegende Küstenstück zwischen Ammassalik und Scoresbysund blieb Ejnar Mikkelsen vorbehalten.
Mikkelsens Schiff, die Søkongen, stieß am 10. Juli 1932 etwa 150 km südwestlich von Scoresbysund auf die grönländische Küste. Außer der Crew waren neun dänische und britische Naturwissenschaftler an Bord. Neben der Erforschung des Gebiets durch Geologen und Biologen, bestand die Aufgabe der Expedition darin, an ausgewählten Plätzen Hütten zu errichten, die die Reise zwischen Ammassalik und Scoresbysund erleichtern sollten. Von seinem Ausgangspunkt am Kap Dalton fuhr das Schiff an der Blossevilleküste entlang, bis es am 2. September Ammassalik erreichte, von wo die Expeditionsteilnehmer nach Europa zurückkehrten. In der Zwischenzeit war die Blossevilleküste intensiv erforscht worden, besonders das Gebiet um ihren größten Fjord Kangersertuaq, wo Carl Amdrup 1900 Spuren einer früheren Besiedlung durch Inuit gefunden und Lawrence Rickard Wager 1931 die Skærgård-Intrusion entdeckt hatte.

## Späte Jahre
Mikkelsen war 1932 Mitglied der dänischen Delegation am Gerichtshof in Den Haag, der den Streit mit Norwegen 1933 zugunsten Dänemarks entschied. Die dänische Regierung war sich bewusst, dass Mikkelsen unbestreitbar seinen Anteil an diesem Erfolg hatte, und berief ihn auf den Posten des ersten und einzigen Inspektors für Ostgrönland, der er bis 1950 war. Von 1935 bis 1956 war er Vorsitzender der Grönländischen Gesellschaft und ist als langjährigster Präsident zugleich Ehrenvorsitzender. 1937 wohnte er gemeinsam mit seiner Frau ein Jahr lang in Ammassalik. Während des Zweiten Weltkriegs und der deutschen Okkupation Dänemarks gelang Mikkelsen 1944 die Flucht über Schweden in die USA. Anfang 1945 war er wieder in Grönland. Auch nachdem er 1950 – mit 70 Jahren – pensioniert worden war, blieb er Grönland und der Arktis verbunden. Er war 1954 bis 1963 der erste Vorsitzende des Leitungsgremiums des Dänischen Arktisinstituts, das auf seine und Eigil Knuths Initiative hin gegründet worden war. Er war auch Gründungsmitglied des Arctic Institute of North America.
Seinen letzten Besuch in Scoresbysund machte er 1964 zum 40. Jahrestag der Gründung der Siedlung. Er wurde von ihren Bewohnern gefeiert und zum Ehrenbürger ernannt. 90-jährig starb er 1971 in Kopenhagen.

## Ehrungen
Ejnar Mikkelsen wurde für seine Verdienste vielfach geehrt. Er erhielt die Goldmedaillen mehrerer ausländischer geographischer Gesellschaften, darunter 1934 die Patron’s Medal der Royal Geographic Society für seine „Forschung in der Arktis und seine Arbeit bei der Umsiedlung von Eskimos in Grönland“. Er war Ehrenmitglied verschiedener geographischer Gesellschaften sowie des Arctic Club in Cambridge und des Explorers Club in New York. Die Universität Kopenhagen verlieh ihm 1956 den Titel eines Ehrendoktors. Die Grönländische Gesellschaft verlieh ihm 1960 als Erstem die Rink-Medaille.
Die dänische Regierung verlieh ihm die Verdienstmedaille in Silber (1900) und in Gold (1912). Er wurde 1924 Ritter, 1950 Kommandeur zweiter Klasse und 1955 Kommandeur erster Klasse des Dannebrogordens.
Sowohl in Scoresbysund als auch in an der Langelinie in Kopenhagen wurden Büsten Ejnar Mikkelsens aufgestellt. Die dänische Marine benannte ein Patrouillenboot der Knud-Rasmussen-Klasse nach ihm.
Nach Ejnar Mikkelsen sind die folgenden geographischen Objekte benannt:
- der Mikip Kangertiva (Miki Fjord) (68° 9′ N, 31° 30′ W) in Ostgrönland,[51]
- der Nunatak Ejnar Mikkelsen Fjeld (68° 53′ N, 28° 35′ W) im Watkins-Gebirge in Ostgrönland,[52]
- das Kap Ejnar Mikkelsen (81° 55′ N, 32° 0′ W) in Peary Land in Nordgrönland,[53]
- der Ejnar Mikkelsen Gletsjer (75° 39′ N, 22° 28′ W) im Nordost-Grönland-Nationalpark,[54]
- der Ejnar Gletsjer (76° 26′ N, 24° 13′ W) im Nordost-Grönland-Nationalpark,[55]
- die Mikkelsen-Inseln (72° 35′ N, 108° 28′ W) in Nunavut, Kanada,[56]
- das Kap Ejnar Mikkelsen (70° 14′ N, 86° 34′ W) in Nunavut, Kanada,[57]
- die Mikkelsen-Bucht (70° 11′ N, 147° 4′ W) in Alaska,[58] und
- die Mikkelsen-Bucht (68° 43′ S, 67° 10′ W) in der Antarktis.[59]

## Werke (Auswahl)
- Conquering the Arctic Ice, 1909.
- Tre Aar paa Grønlands Østkyst, 1913.
  - deutsch: Ein arktischer Robinson. F. A. Brockhaus, Leipzig 1913.
  - englisch: Lost in the Arctic. George H. Doran, New York 1913 (archive.org).
- Nord – Syd – Øst – Vest, 1917. (Digitalisat)
- Norden for Lov og Ret. En Alaskahistorie, 1920.
  - deutsch: Sachawachiak, der Eskimo. Ein Erlebnis aus Alaska. Gyldendalscher Verlag, Berlin 1921.[60]
  - englisch: Frozen Justice, 1922.
- John Dale. En Roman fra Polhavets Kyster, 1921.
  - deutsch: John Dale, Gyldendalscher Verlag, Berlin 1921.[61] (Übers. Wolf-Heinrich von der Mülbe.)
- Alabama-Expeditionen til Grønlands Nordøstkyst 1909–1912, under ledelse af Einar Mikkelsen. (= Meddelelser om Grønland. Band 52, 1922, Digitalisat)
- Med “Grønland” til Scoresbysund, 1925.
- Der Gletscherteufel. Geschichten aus der Polarregion. Übers. Luise Wolf. Reclam, Leipzig 1926
- Nachbarn des Nordpols. Eine Koloniegründung in Ostgrönland. Übers. Luise Wolf. Reclam, Leipzig 1927.
- Hvor Guldet gror. Liv og Virke i Argentina, Verdens Kornkammer, 1927.
- De Østgrønlandske Eskimoers Historie, 1934.
- Fra Hundevagt til Hundeslæde. Ejnar Mikkelsen fortæller, 1953.
- Ukendt Mand til ukendt Land, 1954.
- Farlig Tomandsfærd, 1955.
- Fra Fribytter til Embedsmand, 1957.
- Svundne Tider i Østgrønland. Fra stenalder til atomalder, 1960.
- Den uønskede by – Scoresbysunds kolonisering og fyrretyve år efter, særtryk, 1964.